# Szkoła Aleksandryjska w Sosnowcu-Pogoni
Szkoła Aleksandryjska w Sosnowcu-Pogoni − ufundowana przez Heinricha Dietla szkoła podstawowa.
Działalność szkoły zainaugurowano w 1889 r. we wzniesionym na jej potrzeby budynku w Pogoni (dziś ul. Stefana Żeromskiego 4). Była to szkoła dwuklasowa z sześcioma oddziałami. Jej ukończenie uprawniało do kontynuowania nauki w gimnazjum.
Szkoła finansowana była przez Dietlów. Nie jest znane, kiedy dokładnie zakończyła działalność.